# ATF1
环腺苷酸依赖性转录因子ATF-1（英語：Cyclic AMP-dependent transcription factor ATF-1）是人体中由「ATF1」基因编码的蛋白质。
「ATF1」基因编码激活转录因子，其属于ATF亚家族和bZIP（碱性亮氨酸拉链）家族。它通过调节与生长、存活和其他细胞活动相关的下游靶基因的表达来影响细胞生理过程。该蛋白在其激酶诱导结构域中63位丝氨酸处被丝氨酸/苏氨酸激酶，cAMP依赖性蛋白激酶A，钙调蛋白依赖性蛋白激酶I / II，丝裂原和应激激活蛋白激酶和细胞周期蛋白依赖性激酶3（CDK-3）磷酸化。其磷酸化增强其反式激活和转录活性，并增强细胞转化。